# Diane Parry
Diane Parry (født 1. september 2002 i Nice, Frankrig) er en professionel tennisspiller fra Frankrig.